# Panamericano (khu tự quản)
Panamericano là một khu tự quản thuộc bang Táchira, Venezuela. Thủ phủ của khu tự quản Panamericano đóng tại Coloncito. Khự tự quản Panamericano có diện tích 569 km2, dân số theo điều tra dân số ngày 21 tháng 10 năm 2001 là 29594 người.